# Mola (indonezyjska platforma strumieniowa)
Mola (dawniej Mola TV) – indonezyjska stacja telewizyjna oraz platforma oferująca dostęp do telewizji i mediów strumieniowych. Funkcjonuje w Indonezji i Timorze Wschodnim. 
Mola należy do grupy Polytron i działa w ramach spółki zależnej PT Global Media Visual.
Stacja Mola TV powstała w sierpniu 2019 roku, a w dwa miesiące od uruchomienia zebrała 12 milionów widzów.
Platforma Mola zapewnia dostęp do kanałów telewizyjnych, treści sportowych oraz tytułów na żądanie, zarówno indonezyjskich, jak i zagranicznych. Usługi internetowe Mola są dostępne za pośrednictwem aplikacji na urządzenia z systemem iOS i Android oraz w postaci serwisu internetowego działającego w przeglądarce. Platforma jest zintegrowana z telewizorami marki Polytron.